# Liste der Kulturgüter in Tafers
Die Liste der Kulturgüter in Tafers enthält alle Objekte in der Gemeinde Tafers im Kanton Freiburg, die gemäss der Haager Konvention zum Schutz von Kulturgut bei bewaffneten Konflikten, dem Bundesgesetz vom 20. Juni 2014 über den Schutz der Kulturgüter bei bewaffneten Konflikten sowie der Verordnung vom 29. Oktober 2014 über den Schutz der Kulturgüter bei bewaffneten Konflikten unter Schutz stehen.
Objekte der Kategorien A und B sind vollständig in der Liste enthalten, Objekte der Kategorie C fehlen zurzeit (Stand: 1. Januar 2023). Unter Übrige Baudenkmäler sind zusätzliche geschützte Objekte zu finden, die im Planungs- und Baureglement der Gemeinde aufgeführt und nicht bereits in der Liste der Kulturgüter enthalten sind.

## Kulturgüter
| Foto |                                                                                              | Objekt                                                                                      | Kat. | Typ | Standort                                         | Beschreibung |
| ---- | -------------------------------------------------------------------------------------------- | ------------------------------------------------------------------------------------------- | ---- | --- | ------------------------------------------------ | --- |
| ja   | Datei hochladen · Wikidata zu St. Martin (Tafers) (Q104635803)                               | Pfarrkirche St. Martin mit Beinhauskapelle St. Michael und Kapelle St. Jakob KGS-Nr.: 02323 | A    | G   | Kirchweg 3, 3a, 3b 583140 / 184880               | |
| ja   | Datei hochladen · Wikidata zu Sigristenhaus (Q27489049)                                      | Sigristenhaus KGS-Nr.: 09997                                                                | A    | G   | Kirchweg 2 583085 / 184897                       | Beherbergt seit 1975 das Sensler Museum. |
| ja   | Datei hochladen · Wikidata zu Pfarrkirche St. Niklaus mit Pfarrhaus und Kaplanei (Q29687411) | Pfarrkirche St. Niklaus mit Pfarrhaus und Kaplanei KGS-Nr.: 01931                           | B    | G   | Alterswil, Kirchweg 1 586280 / 182720            | |
| ja   | Datei hochladen · Wikidata zu Burgruine Obermaggenberg (Q29687339)                           | Burgruine Obermaggenberg KGS-Nr.: 01932                                                     | B    | G   | Alterswil, Obermaggenberg 589490 / 181360        | |
| ja   | Datei hochladen · Wikidata zu Sodbachbrücke (Q29698200)                                      | Gedeckte Sodbachbrücke über die Sense KGS-Nr.: 02315                                        | B    | G   | St. Antoni, Freiburgstrasse 173a 590927 / 186011 | 1867 erbaute, mit Satteldach gedeckte Fachwerkbrücke über die Sense, seit 1980 als reine Fussgängerbrücke genutzt. Ungewöhnlich ist die amerikanische Bauart mit Howe-Träger, bei dem die Druckstreben aus Holz und die Zugstreben aus Eisen konstruiert sind. Die Widerlager bestehen aus gehauenem Tuffstein, die Spannweite beträgt 43 m. Die Brückenportale sind im Schweizer Holzstil gestaltet. Objekt liegt anteilig auf den Gemeindegebieten von Tafers und Heitenried (KGS-Nr. 2205) sowie Schwarzenburg (KGS-Nr. 1321) im Kanton Bern. |
| BW   | Datei hochladen · Wikidata zu Wohnhaus (sogenanntes Schloss Blanchard) (Q29698368)           | Wohnhaus (sog. Schloss Blanchard) KGS-Nr.: 02326                                            | B    | G   | Thunstrasse 15 583350 / 185081                   | |
| BW   | Datei hochladen · Wikidata zu Pfarrhaus (Q29698337)                                          | Pfarrhaus KGS-Nr.: 09996                                                                    | B    | G   | Kirchweg 4 583140 / 184892                       | |
| ja   | Datei hochladen · Wikidata zu Sensler Museum (Q94771052)                                     | Sensler Museum KGS-Nr.: 10658                                                               | B    | S   | Kirchweg 2 583085 / 184898                       | |
| BW   | Datei hochladen · Wikidata zu Bauernhaus von Hans Gobet (Q29687355)                          | Bauernhaus von Hans Gobet KGS-Nr.: 12341                                                    | B    | G   | Alterswil, Geriwil 3 586838 / 182415             | |
| BW   | Datei hochladen · Wikidata zu Bauernhaus Jenny (Q29687374)                                   | Bauernhaus Jenny KGS-Nr.: 12342                                                             | B    | G   | Alterswil, Hauptstrasse 124 586980 / 182105      | |
| BW   | Datei hochladen · Wikidata zu Speicher (Q29687392)                                           | Speicher KGS-Nr.: 12343                                                                     | B    | G   | Alterswil, Schache 50b 588046 / 183025           | |
| ja   | Datei hochladen · Wikidata zu Schulhaus Tafers (Q29698295)                                   | Schulhaus KGS-Nr.: 13330                                                                    | B    | G   | Thunstrasse 9 583171 / 185034                    | |
| ja   | Datei hochladen · Wikidata zu Bauernhaus (Q29698311)                                         | Bauernhaus KGS-Nr.: 13331                                                                   | B    | G   | Maggenberg 7 582692 / 184191                     | |

## Übrige Baudenkmäler
| ID | Foto |                                                                       | Objekt                                                   | Typ | Standort                            | Beschreibung |
| -- | ---- | --------------------------------------------------------------------- | -------------------------------------------------------- | --- | ----------------------------------- | ------------ |
|    |      | Datei hochladen                                                       | Bauernhaus                                               | G   | Bruchmattstrasse 4                  |              |
|    | BW   | Datei hochladen                                                       | Bauernhaus                                               | G   | Freiburgstrasse 4 582896 / 184877   |              |
|    | ja   | Datei hochladen · Wikidata zu Kapelle Sankt-Michael (Q29698353)       | Michaelskapelle                                          | G   | Kirchweg 3a 583107 / 184917         |              |
|    | ja   | Datei hochladen · Wikidata zu Kapelle Sankt-Jakob (Q29698326)         | Jakobskapelle                                            | G   | Kirchweg 3b 583139 / 184921         |              |
|    |      | Datei hochladen                                                       | Brunnen                                                  | K   | Kirchweg 0 Br 1                     |              |
|    |      | Datei hochladen                                                       | Brunnen                                                  | K   | Kirchweg 0 Br 2                     |              |
|    | BW   | Datei hochladen                                                       | Ehemaliges Schulhaus                                     | G   | Schwarzseestrasse 1 583020 / 184856 |              |
|    | BW   | Datei hochladen                                                       | Gartenpavillon                                           | G   | Brunnenbergweg 5I 584380 / 184701   |              |
|    | BW   | Datei hochladen                                                       | Ehemaliges Töchterpensionat                              | G   | Bruchmattstarsse 7 583259 / 184849  |              |
|    | ja   | Datei hochladen · Wikidata zu Schloss Maggenberg (Q67772788)          | Herrenhaus (mit Kapelle St. Peter und Paul und Speicher) | G   | Spitalstrasse 1 582808 / 184244     |              |
|    | BW   | Datei hochladen                                                       | Herrensitz mit Marienkapelle und Ökonomiegebäuden        | G   | Brunnenbergweg 584420 / 184680      |              |
|    | BW   | Datei hochladen                                                       | Ofenhaus                                                 | G   | Menziswil 1A 581612 / 184897        |              |
|    |      | Datei hochladen                                                       | Pisciculture                                             | G   | Galtera 286                         |              |
|    | ja   | Datei hochladen · Wikidata zu Remise mit Speicher (Q126199958)        | Remise mit Speicher                                      | G   | Maggenberg 4 582782 / 184199        |              |
|    | ja   | Datei hochladen · Wikidata zu Kapelle St. Peter und Paul (Q126200624) | Kapelle St. Peter und Paul                               | G   | Maggenberg 8 582762 / 184213        |              |
|    |      | Datei hochladen                                                       | Speicher                                                 | G   | Rohr 3                              |              |
|    |      | Datei hochladen                                                       | Wegkreuz                                                 | K   | Rohr                                |              |
|    |      | Datei hochladen                                                       | Wohnhaus                                                 | G   | Amtshausweg 1                       |              |
|    |      | Datei hochladen                                                       | Wohnhaus                                                 | G   | Galtera 118                         |              |
|    |      | Datei hochladen                                                       | Wohnhaus                                                 | G   | Hubelweg 7                          |              |
|    |      | Datei hochladen                                                       | Wohnhaus                                                 | G   | Hubelweg 9                          |              |
|    | BW   | Datei hochladen                                                       | Wohnhaus                                                 | G   | Juchstrasse 4 583095 / 184841       |              |
|    | BW   | Datei hochladen                                                       | Wohnhaus                                                 | G   | Juchstrasse 7 583168 / 184843       |              |
|    | ja   | Datei hochladen · Wikidata zu Wohnhaus (Q126214024)                   | Wohnhaus                                                 | G   | Maggenberg 3 582799 / 184193        |              |
| 1  |      | Datei hochladen                                                       | Pfarreizentrum (1726)                                    | G   | Alterswil, Dorf                     |              |
| 2  |      | Datei hochladen                                                       | Schulhaus (1879)                                         | G   | Alterswil, Dorf                     |              |
| 3  |      | Datei hochladen                                                       | Bauernhaus (1789)                                        | G   | Alterswil, Dorf                     |              |
| 03 |      | Datei hochladen                                                       | Kapelle (1747)                                           | G   | Alterswil, Zum Holz                 |              |
| 04 |      | Datei hochladen                                                       | Wegkreuze                                                | K   | Alterswil                           |              |
| 5  |      | Datei hochladen                                                       | Wohnhaus (17. Jh.)                                       | G   | Alterswil, Pulvermüli               |              |
| 05 |      | Datei hochladen                                                       | Schloss (18. Jh.)                                        | G   | Beniwil                             |              |
| 6  |      | Datei hochladen                                                       | Wohnhaus (17. Jh.)                                       | G   | Alterswil, Pulvermüli               |              |
| 7  |      | Datei hochladen                                                       | Speicher (Anfang 19. Jh.)                                | G   | Alterswil, Wolgiswil                |              |
| 8  |      | Datei hochladen                                                       | Bauernhaus (19. Jh.)                                     | G   | Alterswil, Wolgiswil                |              |
| 9  |      | Datei hochladen                                                       | Mühle (Ende 19. Jh.)                                     | G   | Alterswil, Poffetsmüli              |              |
| 10 |      | Datei hochladen                                                       | Wohnhaus (17. Jh.)                                       | G   | Alterswil, Poffetsmüli              |              |
| 11 |      | Datei hochladen                                                       | Bauernhaus (1781/82)                                     | G   | Alterswil, Poffetsmüli              |              |
| 13 |      | Datei hochladen                                                       | Speicher (Anfang 19. Jh.)                                | G   | Alterswil, Galteren                 |              |
| 14 |      | Datei hochladen                                                       | Wohnhaus (1718)                                          | G   | Alterswil, Galteren                 |              |
| 16 |      | Datei hochladen                                                       | Bauernhaus (19. Jh.)                                     | G   | Alterswil, Galteren                 |              |
| 18 |      | Datei hochladen                                                       | Speicher (1751)                                          | G   | Alterswil, Under Galteren           |              |
| 19 |      | Datei hochladen                                                       | Speicher (1780)                                          | G   | Alterswil, Seeli                    |              |
| 20 |      | Datei hochladen                                                       | Speicher (1792)                                          | G   | Alterswil, Seeli                    |              |
| 21 |      | Datei hochladen                                                       | Bauernhaus (Anfang 20. Jh.)                              | G   | Alterswil, Seeli                    |              |
| 22 |      | Datei hochladen                                                       | Bauernhaus (1820)                                        | G   | Alterswil, Muren                    |              |
| 23 |      | Datei hochladen                                                       | Speicher (1731)                                          | G   | Alterswil, Muren                    |              |
| 24 |      | Datei hochladen                                                       | Bauernhaus (18. Jh.)                                     | G   | Alterswil, Muren                    |              |
| 25 |      | Datei hochladen                                                       | Bauernhaus                                               | G   | Alterswil, Heimberg                 |              |
| 26 |      | Datei hochladen                                                       | Speicher (1730)                                          | G   | Alterswil, Heimberg                 |              |
| 27 |      | Datei hochladen                                                       | Ofenhaus                                                 | G   | Alterswil, Heimberg                 |              |
| 28 |      | Datei hochladen                                                       | Bauernhaus (1809)                                        | G   | Alterswil, Geriwil                  |              |
| 30 |      | Datei hochladen                                                       | Bauernhaus (1815)                                        | G   | Alterswil, Geriwil                  |              |
| 33 |      | Datei hochladen                                                       | Speicher (19. Jh.)                                       | G   | Alterswil, Wengliswil               |              |
| 34 |      | Datei hochladen                                                       | Speicher (1768)                                          | G   | Alterswil, Punt                     |              |
| 35 |      | Datei hochladen                                                       | Bauernhaus (19. Jh.)                                     | G   | Alterswil, Brüggla                  |              |
| 36 |      | Datei hochladen                                                       | Speicher (1796)                                          | G   | Alterswil, Brüggla                  |              |
| 37 |      | Datei hochladen                                                       | Speicher (1729)                                          | G   | Alterswil, Hofmatt                  |              |
| 38 |      | Datei hochladen                                                       | Bauernhaus (Ende 18. Jh.)                                | G   | Alterswil, Selgisberg               |              |
| 39 |      | Datei hochladen                                                       | Bauernhaus (1812)                                        | G   | Alterswil, Grabach                  |              |
| 40 |      | Datei hochladen                                                       | Bauernhaus (1805)                                        | G   | Alterswil, Zumstein                 |              |
| 41 |      | Datei hochladen                                                       | Bauernhaus (19./20. Jh.)                                 | G   | Alterswil, Beniwil                  |              |
| 42 |      | Datei hochladen                                                       | Speicher (1665)                                          | G   | Alterswil, Beniwil                  |              |
| 43 |      | Datei hochladen                                                       | Bauernhaus (1795)                                        | G   | Alterswil, Beniwil                  |              |
| 44 |      | Datei hochladen                                                       | Bauernhaus (19. Jh.)                                     | G   | Alterswil, Wilersguet               |              |
| 45 |      | Datei hochladen                                                       | Speicher (1745)                                          | G   | Alterswil, Wilersguet               |              |
| 46 |      | Datei hochladen                                                       | Bauernhaus (1828)                                        | G   | Alterswil, Hergarten                |              |
| 47 |      | Datei hochladen                                                       | Bauernhaus (1802)                                        | G   | Alterswil, Tetiwil                  |              |
| 48 |      | Datei hochladen                                                       | Bauernhaus (1789)                                        | G   | Alterswil, Heimberg                 |              |
| 49 |      | Datei hochladen                                                       | Wohnhaus (Anfang 19. Jh.)                                | G   | Alterswil, Dorf                     |              |
| 50 |      | Datei hochladen                                                       | Wohnhaus (Anfang 19. Jh.)                                | G   | Alterswil, Ziegelhus                |              |
| 52 |      | Datei hochladen                                                       | Scheune (1839)                                           | G   | Alterswil, Wolgiswil                |              |
| 53 |      | Datei hochladen                                                       | Wohnhaus (19. Jh.)                                       | G   | Alterswil, Umbertsschweni           |              |
| 54 |      | Datei hochladen                                                       | Schmiede (19. Jh.)                                       | G   | Alterswil, Geriwil                  |              |
| 55 |      | Datei hochladen                                                       | Bauernhaus (Anfang 19. Jh.)                              | G   | Alterswil, Leist                    |              |
| 56 |      | Datei hochladen                                                       | Speicher (19. Jh.)                                       | G   | Alterswil, Tetiwil                  |              |
| 57 |      | Datei hochladen                                                       | Ofenhaus (19. Jh.)                                       | G   | Alterswil, Wolgiswil                |              |
| 58 |      | Datei hochladen                                                       | Ofenhaus (Anfang 19. Jh.)                                | G   | Alterswil, Muren                    |              |
| 59 |      | Datei hochladen                                                       | Speicher (1671)                                          | G   | Alterswil, Hergarten                |              |
| 60 |      | Datei hochladen                                                       | Speicher (18. Jh.)                                       | G   | Alterswil, Ober Maggenberg          |              |
| 61 |      | Datei hochladen                                                       | Speicher (1620)                                          | G   | Alterswil, Beniwil                  |              |
| 62 |      | Datei hochladen                                                       | Ofenhaus (1. Hälfte 19. Jh.)                             | G   | Alterswil, Tetiwil                  |              |
| 63 |      | Datei hochladen                                                       | Scheune (1605)                                           | G   | Alterswil, Umbertsschweni           |              |
| 64 |      | Datei hochladen                                                       | Ofenhaus (1599)                                          | G   | Alterswil, Umbertsschweni           |              |
| 65 |      | Datei hochladen                                                       | Speicher (1625)                                          | G   | Alterswil, Umbertsschweni           |              |
| 66 |      | Datei hochladen                                                       | Speicher (1813)                                          | G   | Alterswil, Stockera                 |              |
| 67 |      | Datei hochladen                                                       | Speicher (17. Jh.)                                       | G   | Alterswil, Seeli                    |              |
| 68 |      | Datei hochladen                                                       | Wirtshaus (1897)                                         | G   | Alterswil, Dorf                     |              |
| 70 |      | Datei hochladen                                                       | Schulhaus (1905)                                         | G   | Alterswil, Dorf                     |              |
| 71 |      | Datei hochladen                                                       | Pfarrhaus (1908/09)                                      | G   | Alterswil, Dorf                     |              |
| 73 |      | Datei hochladen                                                       | Bauernhaus (1917)                                        | G   | Alterswil, Zelg                     |              |
| 74 |      | Datei hochladen                                                       | Schreinerei (1. Hälfte 20. Jh.)                          | G   | Alterswil, Dorf                     |              |
| 75 |      | Datei hochladen                                                       | Speicher (Ende 18. Jh.)                                  | G   | Alterswil, Ober Geriwil             |              |

Legende: Siehe Legende der Liste der Kulturgüter von nationaler und regionaler Bedeutung.